# Achenoderus octomaculatus
Achenoderus octomaculatus là một loài bọ cánh cứng trong họ Cerambycidae.